# South Side
"South Side" é uma canção do artista de música eletrônica Moby, lançada como oitavo single de seu álbum de estúdio de 1999, Play. Alcançou a posição #14 na Billboard Hot 100, dos Estados Unidos.
Apesar de "South Side" estar presente no álbum, como seu quinta faixa, essa versão não conta com a participação de Gwen Stefani. A versão com a cantora está apenas no single, e é usada no videoclipe, que foi dirigido por Joseph Kahn.

## Faixas

### CD single do Reino Unido
1. "South Side" (feat. Gwen Stefani) (versão do single) - 3:49
2. "South Side" (feat. Gwen Stefani) (Hybrid Dishing Pump Remix) - 8:27
3. "South Side" (versão do álbum) - 3:48
4. "South Side" (Peter Heller Park Lane Vocal) - 8:48
5. "Aint Never Learned" - 3:47
6. "South Side" (Hybrid Dishing Pump Instrumental) - 7:54
7. "The Sun Never Stops Setting" - 4:19

### CD single 1 dos Estados Unidos
1. "South Side" (feat. Gwen Stefani) (versão do single) - 3:49
2. "South Side" (feat. Gwen Stefani) (Hybrid Dishing Pump Remix) - 8:27
3. "South Side" (versão do álbum) - 3:48

### CD single 2 dos Estados Unidos
1. "South Side" (feat. Gwen Stefani) (versão do single) - 3:49
2. "South Side" (versão do álbum) - 3:48

## Paradas musicais
| Parada (2001)                 | Melhor posição |
| ----------------------------- | -------------- |
| Canadian Singles Chart        | 3              |
| Billboard Hot 100             | 14             |
| Billboard Hot Dance Club Play | 16             |
| Billboard Modern Rock Tracks  | 3              |